# Marko Ristić
Marko Ristić (in serbo Марко Ристић?; Požarevac, 9 marzo 1987) è un ex calciatore serbo, di ruolo difensore.

## Carriera

### Club
L'11 luglio 2019 viene acquistato a titolo definitivo dalla squadra slovena del Tabor Sežana.